# زهانة
زهانة مدينة و بلدية في ولاية معسكر، الجزائر. طبقا للإحصاء السكاني لسنة 1998 وصل التعداد إلى 18،839 نسمة.

## أعلام
- أحمد زبانة